# Admete sadko
Admete sadko is een slakkensoort uit de familie van de Cancellariidae. De wetenschappelijke naam van de soort is voor het eerst geldig gepubliceerd in 1946 door Gorbunov.